# Tesla Model X

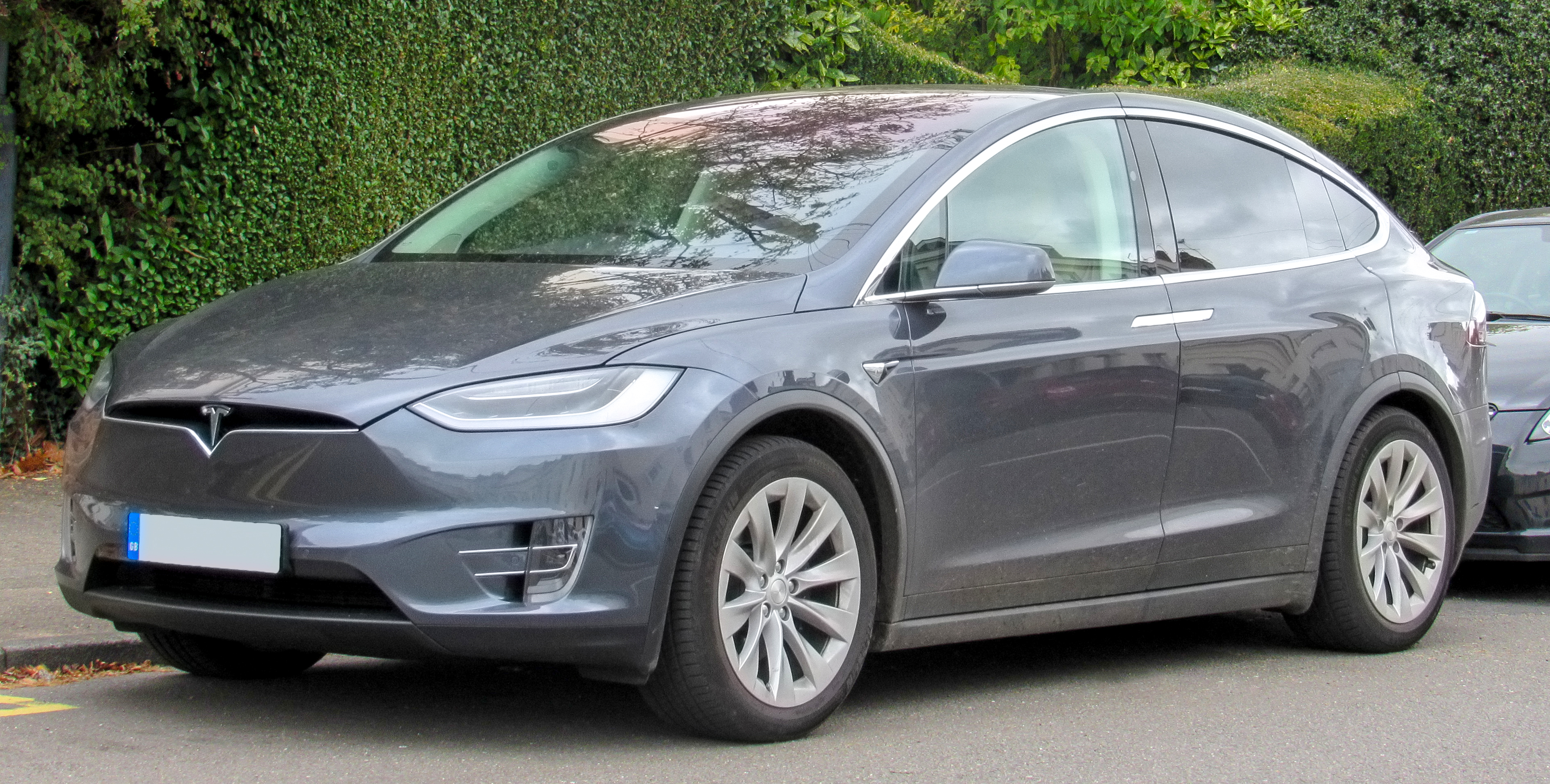
Tesla Model X

Tesla Model X är en helelektrisk crossover utility vehicle tillverkad av Tesla Motors. Prototypen presenterades i Los Angeles den 9 februari 2012 men de första leveranserna av modell X började i september 2015 med fullskalig produktion 2016. Model X har så kallade "Falcon Wing-dörrar" (en ny version av måsvingedörrar) för att komma åt andra och tredje sätesraden (de sex- och sjusitsiga versionerna har en tredje rad). Dörrarna kan öppnas i princip varsomhelst tack vare ett flertal sensorer runtom fordonet som förser fordonets dator med data om omgivningen. Datorn räknar ut exakt hur dörrarna ska öppnas. Bilen erbjuds med batteripack på 75 eller 90 kWh och beroende på tillval kan den accelerera från 0–100 km/h på 2,8, 3.4, 4.0, 5.0 respektive 6.4 sekunder. Sedan introduktionen har cirka 2700 enheter levererats i början av april 2016.